# Sphodromantis elongata
Sphodromantis elongata är en bönsyrseart som beskrevs av Scott LaGreca 1969. Sphodromantis elongata ingår i släktet Sphodromantis och familjen Mantidae. Inga underarter finns listade i Catalogue of Life.